# Wolfram Kollatschny
Wolfram Kollatschny (* 12. Dezember 1950 in Minden) ist ein deutscher Astrophysiker.

## Leben
Wolfram Kollatschny ist der Sohn des Richters Robert Kollatschny und dessen Ehefrau Ingeborg geborene Lichterfeld. Er besuchte 1957 bis 1961 die Volksschule in Hannover und wechselte dann auf das Ratsgymnasium Hannover, wo er 1969 das Abitur ablegte. 1969 bis 1970 leistete er Wehrdienst. Danach studierte er in Göttingen Physik und Astronomie und schloss 1979 seine Diplomarbeit zum Thema Feinanalyse und NLTE-Rechnungen für den K5V Stern ε Indi (Betreuer: Hans-Heinrich Voigt), 1983 seine Dissertation Multifrequenzbeobachtungen und Modellrechnungen für Kerne von Aktiven Galaxien (Betreuer: Klaus Fricke) ab. Anschließend arbeitete er weiter an der Universitäts-Sternwarte Göttingen, wo er 1991 habilitierte und 1994 Professor, 2006 Direktor wurde. Er ist Mitglied der Kommission 28 Galaxien der Internationalen Astronomischen Union (IAU).

## Werk
Die Arbeiten von Wolfram Kollatschny haben sehr zum Verständnis der aktiven Galaxien beigetragen, bei denen ein superschweres Schwarzes Loch von hineinfallender Materie als Akkretionsscheibe umkreist wird und starke Strahlung erzeugt. Aus den Emissionslinien (besonders von Wasserstoff und Helium) ihrer Rotverschiebung und Fluktuation von Intensität und Verbreiterung konnte er die Größenordnung von Gravitation, Geschwindigkeiten und Abständen zu 1–2 Lichtmonate und 107–108 Sonnenmassen erhalten, aus dem genauen Profil unterschiedlicher Linien auch das Modell einer Akkretionsscheibe statt Turbulenzen oder radial einfallender Materie verifizieren. Er stellte fest, dass die 4 % aktiver Galaxien mit mehreren Kernen oder langen Spiralarmen Endphasen des Zusammenstoßes von Galaxien sind, beide Geschwindigkeiten durch verschobene Linien im Spektrum sichtbar sind, und dass die Gezeitenkräfte beider Galaxien eine 1,5- bis 2-fache Helligkeit, eine hohe Dichte neuer Sterne und andere nichtthermische Aktivität verursachen.